# Mai-HiME
My-HiME (舞-HiME, Mai-HiME) é uma série anime, criada por  Sunrise. Dirigido por Masakazu Obara e escrito por  Hiroyuki Yoshino, a série originalmente estreou no Japão em TV Tokyo de setembro de 2004 a março de 2005. O show concentra-se na vida das HiMEs - garotas com capacidade de materializar fótons - reunidas na Fuka Academy para um propósito secreto.
A série foi licenciada para a distribuição da Bandai Entertainment e Europe por uma distribuição da subsidiária europeia da Bandai, Beez, com o primeiro DVD americano lançado no final de março de 2006. Bandai lançou o conjunto completo de DVD da coleção na América em 7 de outubro de 2008. Também é mostrado no Anime Select On Demand, mas apenas por um tempo limitado. Na Otakon de 2013, a Funimation Entertainment anunciou que resgatou  My-HiME , junto com um punhado de outros antigos títulos da BEI. Eles também anunciaram na New York Comic Con de 2017 que lançariam My-HiMe, My-Otome, e um pack de My-Otome Zwei + My-Otome 0: S. ifr, todos em pacotes combo Blu-Ray + DVD em 8 de janeiro de 2018.

## Enredo
“Mai-HiME” é um nome já conhecido pois é uma adaptação do anime “Mai-HiME” da autoria de Hajime Yatate. Conta a história de um rapaz, Tate Yuuichi, que está radiante por entrar numa escola mista. Mas rapidamente descobre que essa escola está sobre constantes ataques de estranhas criaturas chamadas de “Orphan”, e a escola junto garotas que podem usar o poder de “HiME” para proteger o restante dos alunos. E os problemas não ficam por aqui, Tate descobre que cada uma dessas “HiME” tem uma “chave”, uma pessoa que quando se junta a uma dessas garotas é capaz de invocar um “Child”, uma unidade de combate, para destruir, mais eficientemente os “Orphan”. Para sorte de Tate, fica sabendo que é a “chave”, não de uma “HiME” mas sim de duas. Duas alunas rivais, extremamente competitivas.
Fora Tate Yuuichi, há outras "chaves". Como estas chaves são ligadas a representação do poder de uma Hime, caso o mostro que representa o tal poder morra, esta pessoa "chave" irá morrer também.

## Personagens
Mai Tokiha (Dublada por: Mai Nakahara (Japonês) e Carol-Anne Day (Inglês))
Natsuki Kuga (Dublada por: Saeko Chiba (Japonês) e Cheryl McMaster (Inglês))
Mikoto Minagi (Dublada por: Ai Shimizu (Japonês) e Caitlynne Medrek (Inglês))
Tate Yuuichi (Dublado por: Tomokazu Seki (Japonês) e Jordan Schartner (Inglês))
Reito Kanzaki (Dublado por: Toshihiko Seki (Japonês) e Ethan Cole (Inglês))
Shizuru Fujino (Dublado por: Naomi Shindou (Japonês) e Melanie Risdon (Inglês)

## Músicas
- It´s Only The Fairy Tale

(A música que toca quando alguma HiME morre)
- Kimi ga Sora Datta

(Música do final - versão longa)
- Chiisana Hoshiga Oriru Toki

(Música emocionante)
- Shining Days

(Música no início - versão longa)